# Sant Andreu de Zevenkerken
Sant Andreu de Zevenkerken o Abdij van Zevenkerken és una abadia benedictina a Sint-Andries (Bruges) a Bèlgica.

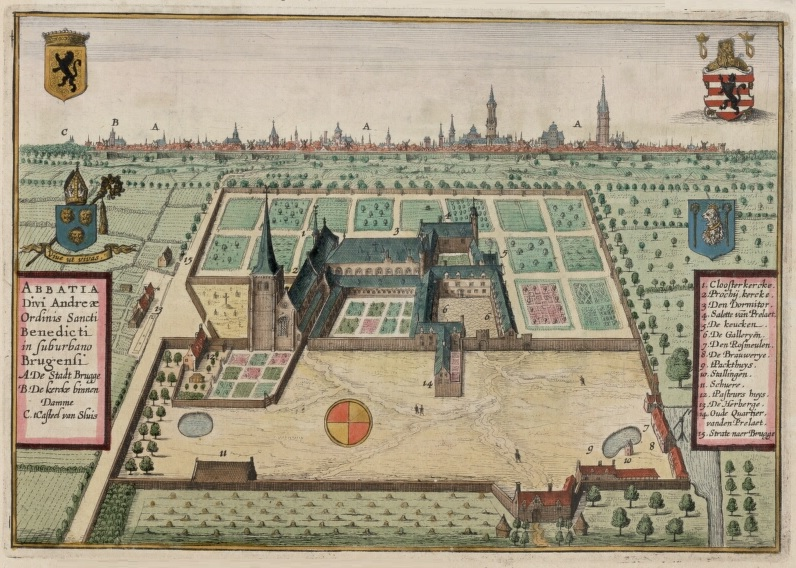
L'abadia el 1641

L'acte per crear una abadia va ser signat el 22 de febrer de 1100 amb el comte de Flandes i els primers monjos van arribar del 1117. Després d'un període d'opulència i de decadència, l'abadia va ser suprimida durant la Revolució Francesa entre 1789 i 1799. De l'antiga abadia, només es va conservar el campanar, que es va integrar en l'església neogòtica de Sint-Andries. El 1893, Lleó XIII va autoritzar Gerard van Caloen, un monjo del Monestir de Maredsous a crear una nova abadia. El 1899 els primers monjos es van instal·lar a Sint-Andries en una casa provisional. El 6 de juny de 1901 van començar la construcció del nou monestir en estil neoromànic segons els plans de Ludgerus Rincklake. Encara incomplerta, va ser inaugurada el 8 de setembre de 1901. L'església es va acabar el 1930.
Entre 1936 i 1938, monjos del Monestir de Montserrat, com ara Ireneu Segarra, Estanislau Maria Llopart i Martí Canyís hi van cercar refugi, en deixar les violències de la Guerra Civil. Durant la Segona Guerra Mundial va ser transformada en hospital militar. El 1951 es va construir la biblioteca i el 1992 es va eixamplar l'escola. Des del 1969 l'escola ha esdevingut mixta. Les noies s'estan al Priorat de la Mare de Déu de Bethanië, un monestir de monges benedictines establert a uns dos quilòmetres.

## Alumnes destacats
- Felip de Bèlgica (rei dels belgues)[5]